# Cestrum nemanthum
Cestrum nemanthum är en potatisväxtart som beskrevs av Michel Félix Dunal. Cestrum nemanthum ingår i släktet Cestrum och familjen potatisväxter. Inga underarter finns listade i Catalogue of Life.